# Список глав государств в 28 году
| 27 ← Список глав государств по годам → 29 |

## Африка
- Мавретания — Птолемей, царь (23 — 40)
- Мероитское царство:
  - Шеракарер, царь (ок. 23 — ок. 28)
  - Писакар, царь (ок. 28 — ок. 37)

## Азия
- Адиабена — Монобаз I, царь (ок. 20 — ок. 30)
- Анурадхапура — Амандагамани Абайя, царь (21 — 30)
- Великая Армения — Арташес III, царь (18 — 34/35)
- Иберия — Фарсман I, царь  (1 — 58)
- Индо-парфянское царство — Гондофар I, царь (ок. 19 — ок. 46)
- Китай (династия Восточная Хань) — Гуан У-ди (Лю Сю), император (25 — 57)
- Корея (Период Трех государств):
  - Когурё — Тэмусин, тхэван (18 — 44)
  - Пэкче:
    - Онджо, тхэван (18 до н. э. — 28)
    - Тару, тхэван (28 — 77)

  - Силла — Юри, исагым (24 — 57)
- Кушанское царство — Герай, царь (ок. 1 — ок. 30)
- Набатейское царство — Арета IV Филопатрис, царь (9 до н. э. — 40)
- Осроена — Абгар V, царь (4 до н.э. — 7, 13 — 50)
- Парфия — Артабан II (III), шах (12 — 35, 36 — 38)
- Понтийское царство — Пифодорида, царица (8 до н.э. — 38)
- Сатавахана — Пулумави I, махараджа (7 — 31)
- Хунну — Юй, шаньюй (18 — 46)
- Элимаида — Ород I,  царь (ок. 25 — ок. 50)
- Япония — Суйнин, тэнно (император) (29 до н. э. — 70 н. э.)

## Европа
- Атребаты — Верика, вождь (15 — 40)
- Боспорское царство — Аспург, царь (8 до н.э. — 38)
- Дакия — Комосик, вождь (ок. 9 до н.э. — 29)
- Ирландия — Ферадах Финдфехтнах, верховный король (14 — 36)[1]
- Катувеллауны — Кунобелин, вождь (ок. 9 — 43)
- Одрисское царство (Фракия) — Реметалк II, царь (18/19 — 38)
- Римская империя:
  - Тиберий, римский император (14 — 37)
  - Гай Аппий Юний Силан, консул (28)
  - Публий Силий Нерва, консул (28)

## Галерея

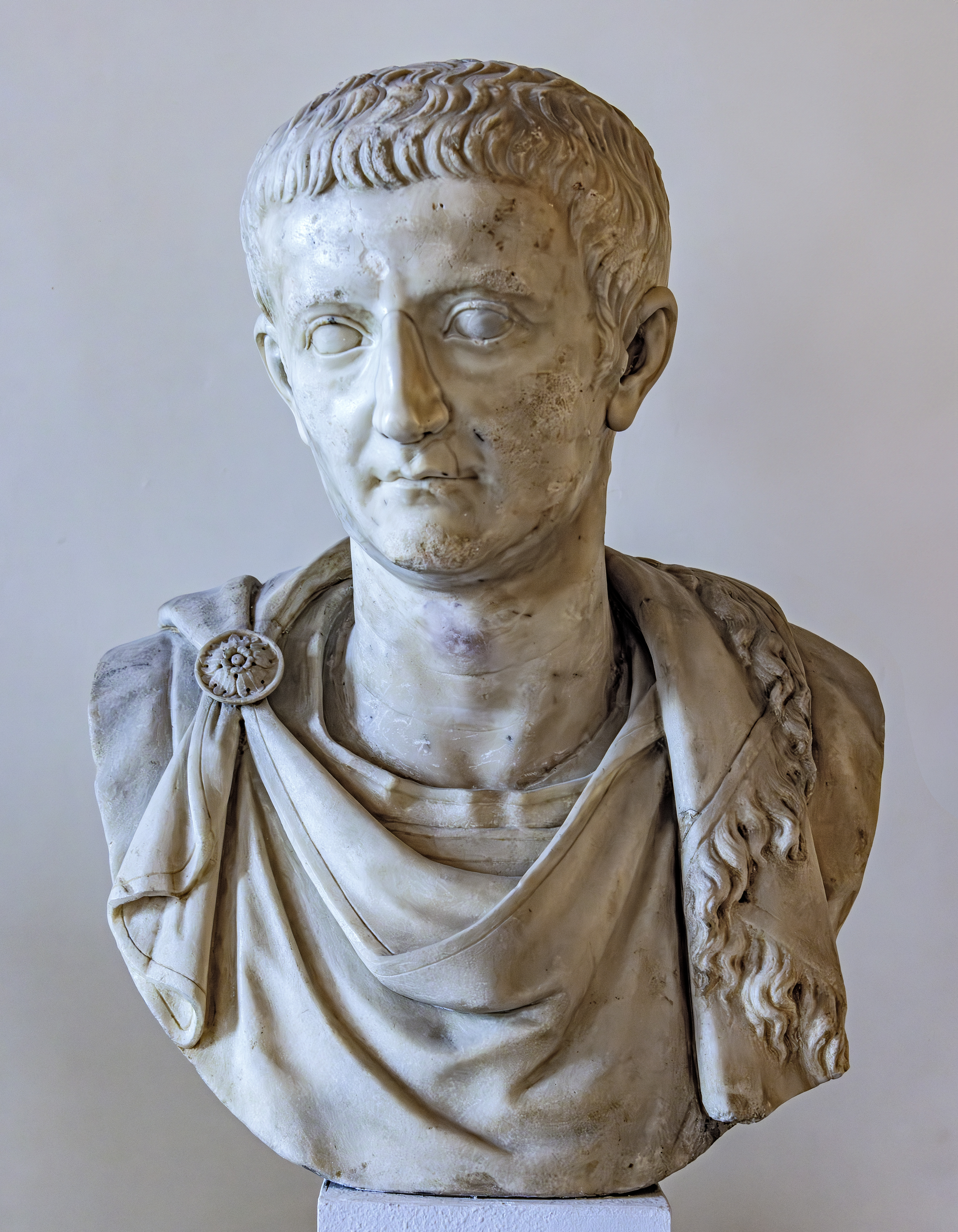
Тиберий 14 — 37 Император Римской империи
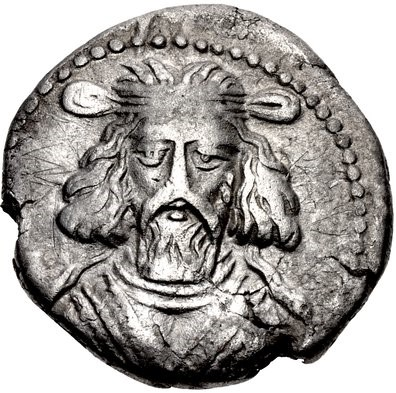
Артабан II (III) 12 — 35, 36 — 38 Царь Парфии
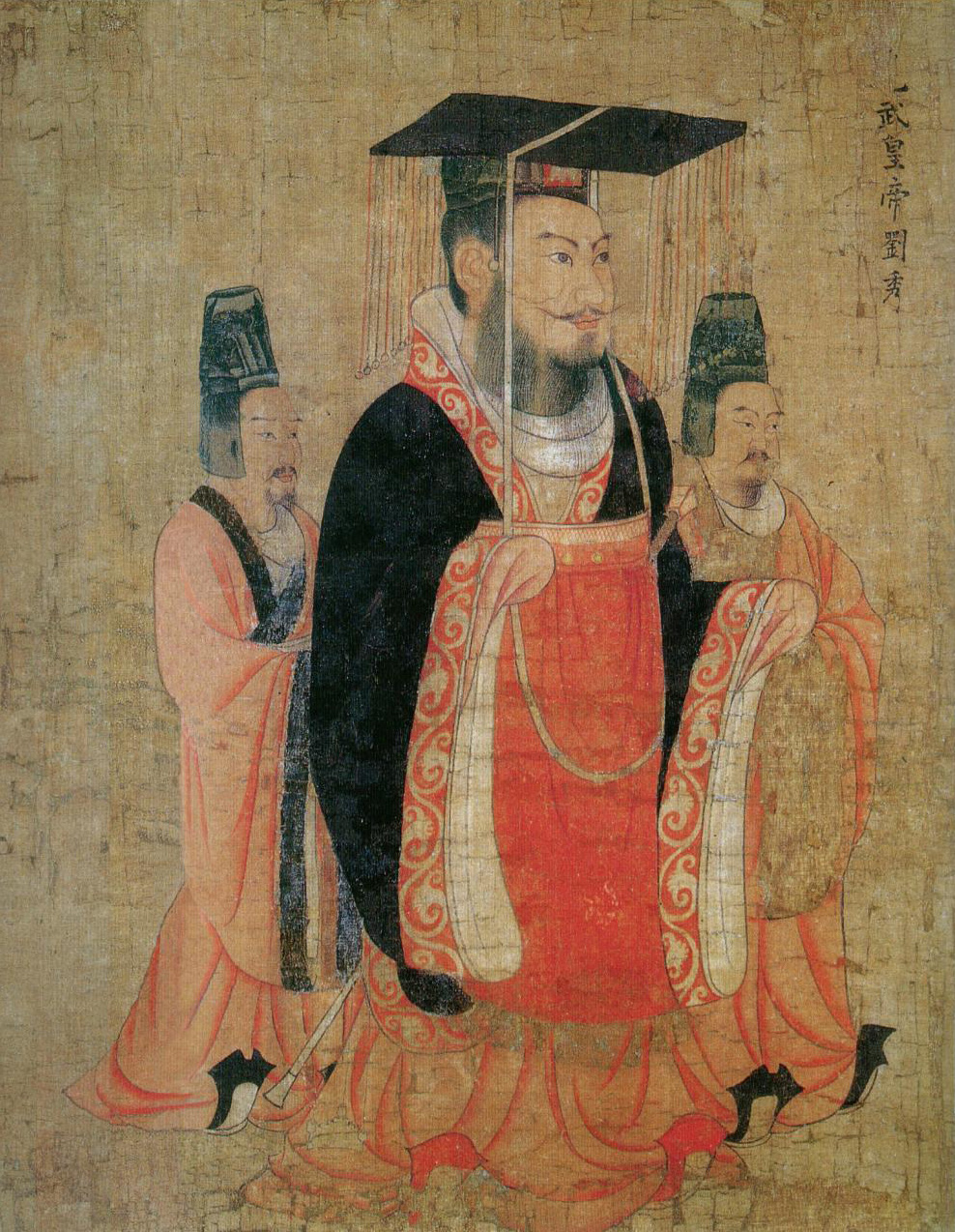
Гуан У-ди 25 — 57 Император Восточной Хань
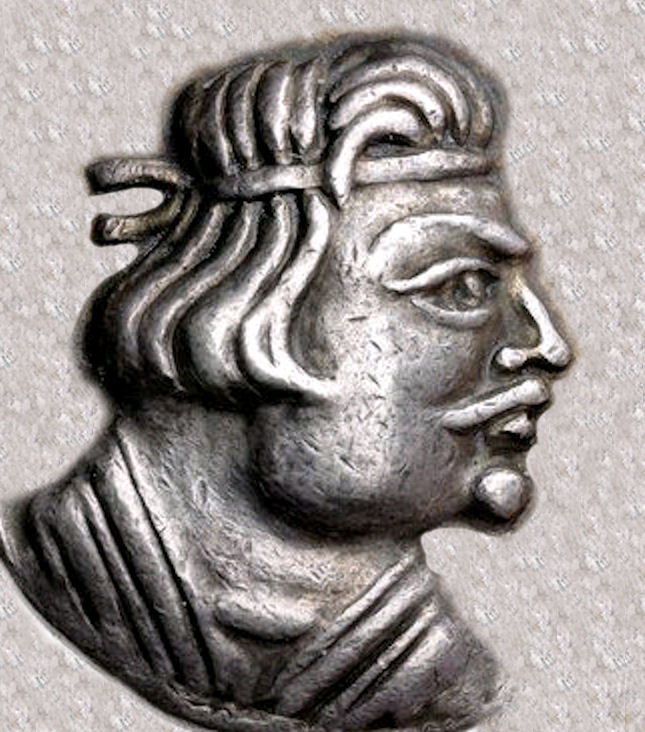
Герай 1 — 30 Царь кушанов
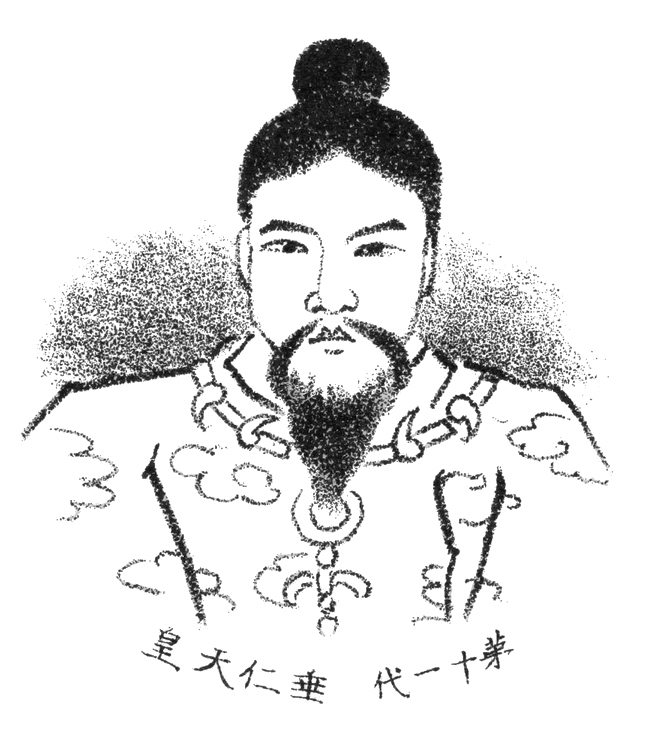
Суинин 29 до н. э. — 70 Император Японии